# Mirbelia seorsifolia
Mirbelia seorsifolia är en ärtväxtart som först beskrevs av Ferdinand von Mueller, och fick sitt nu gällande namn av Charles Austin Gardner. Mirbelia seorsifolia ingår i släktet Mirbelia och familjen ärtväxter. Inga underarter finns listade i Catalogue of Life.